# Sonate K. 343
La sonate K. 343 (F.291/L.291) en la majeur est une œuvre pour clavier du compositeur italien Domenico Scarlatti.

## Présentation
La sonate K. 343, en la majeur, notée Allegro andante, forme une paire dans un ensemble de « merveilleux contrastes d'écriture et de mouvements », avec la sonate suivante, de caractère espagnol. La sonate est constituée d'étonnant effets d'imitations, sauf aux cadences que le compositeur fait insistantes. Pestelli la considère comme digne de la plus grande attention, notamment en raison du contrepoint.

## Manuscrits
Le manuscrit principal est le numéro 18 du volume VII (Ms. 9778) de Venise (1754), copié pour Maria Barbara ; les autres sont Parme IX 16 (Ms. A. G. 31414) et Münster (D-MÜp) IV 63 (Sant Hs 3967).

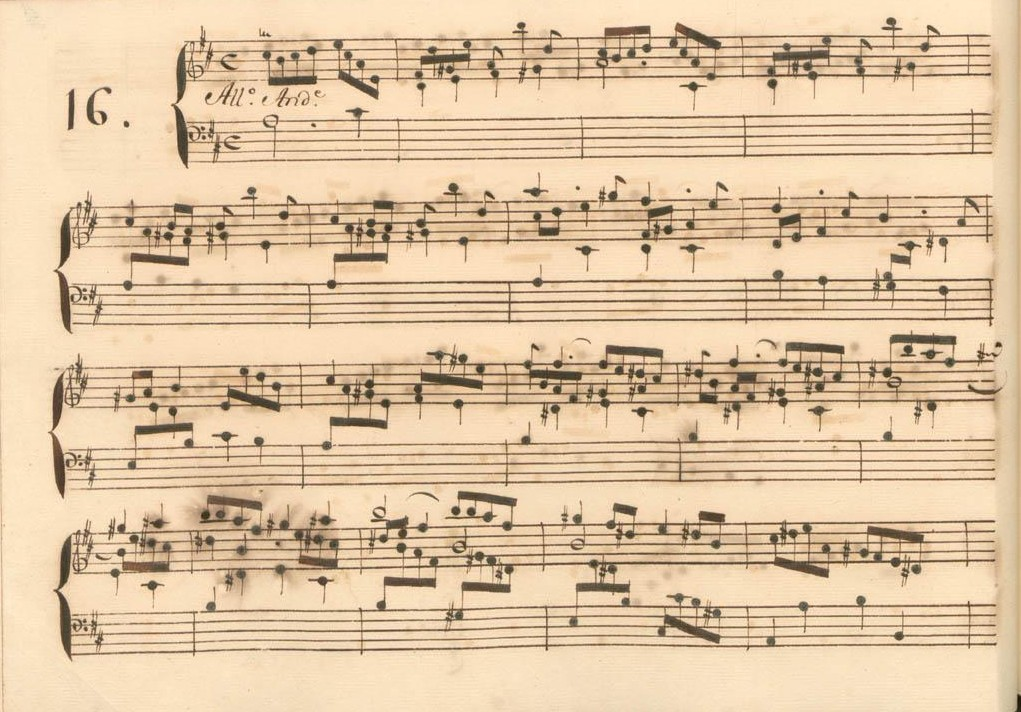
Parme IX 16.
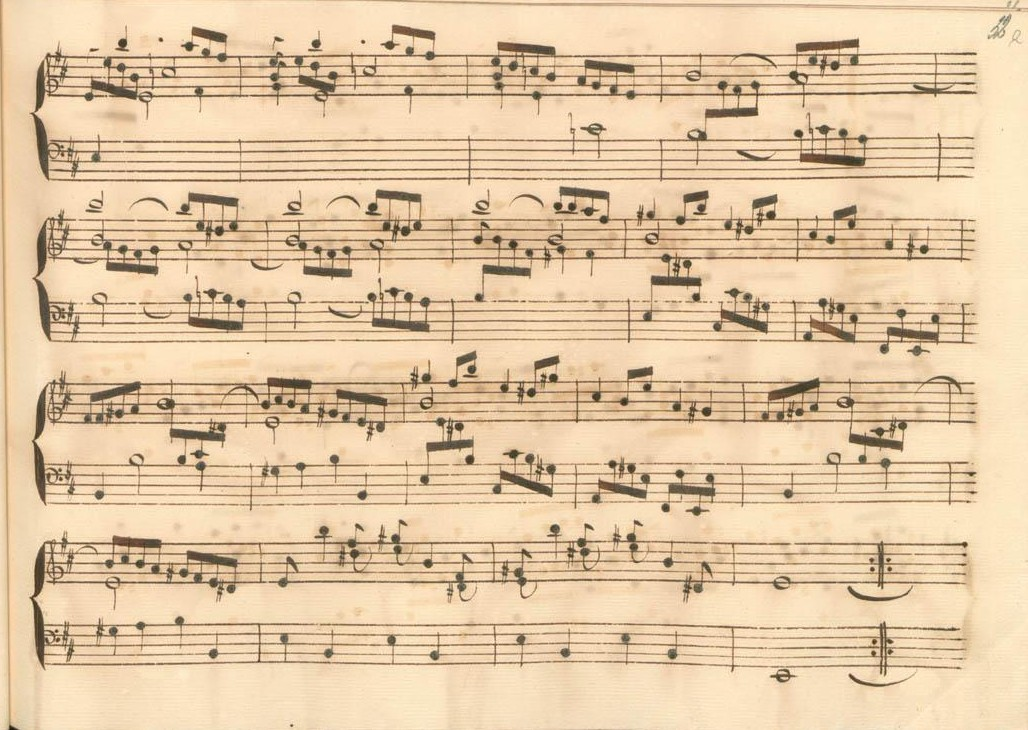
Parme IX 16 (fin de la première section).
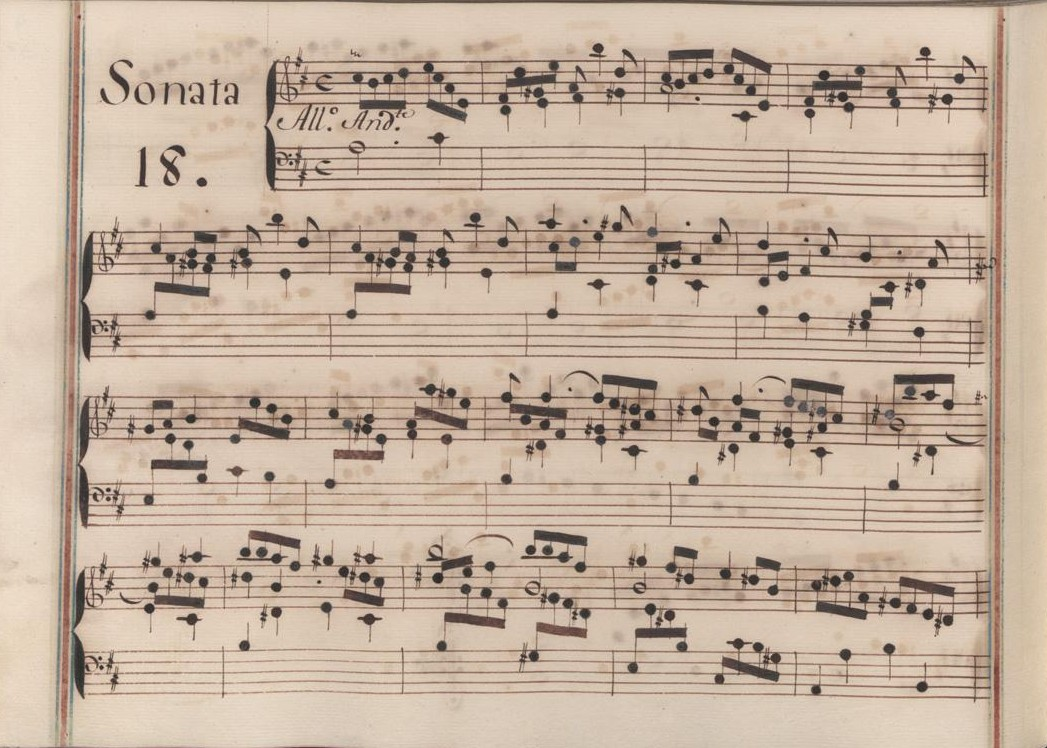
Venise VII 18.
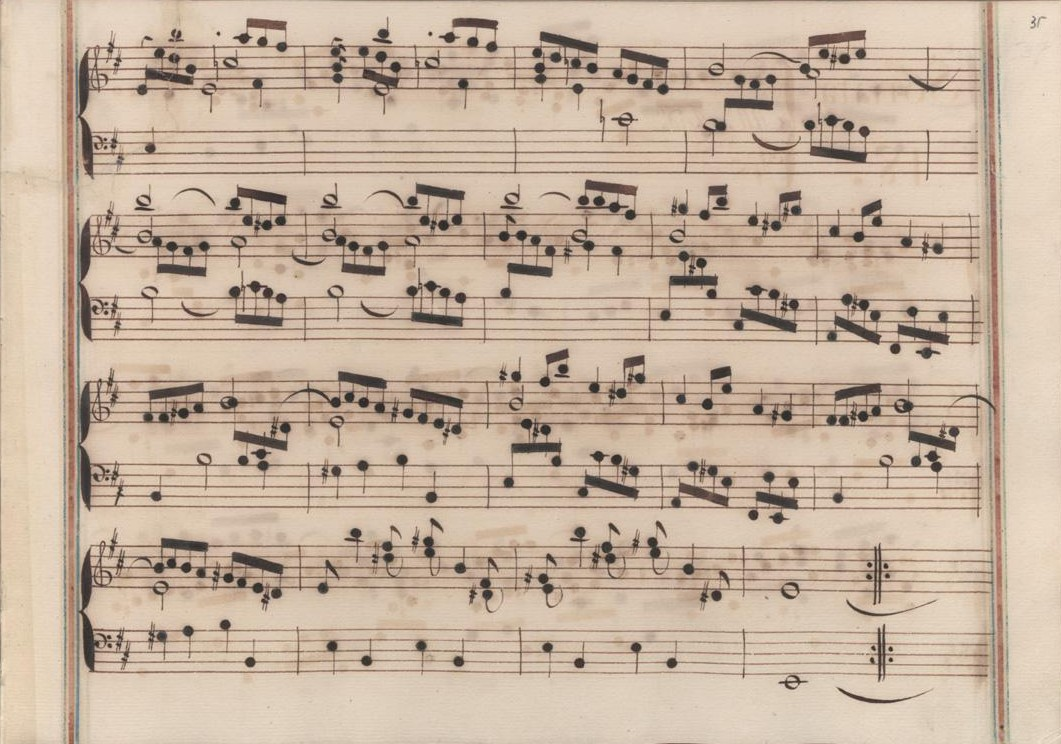
Venise VII 18 (fin de la première section).
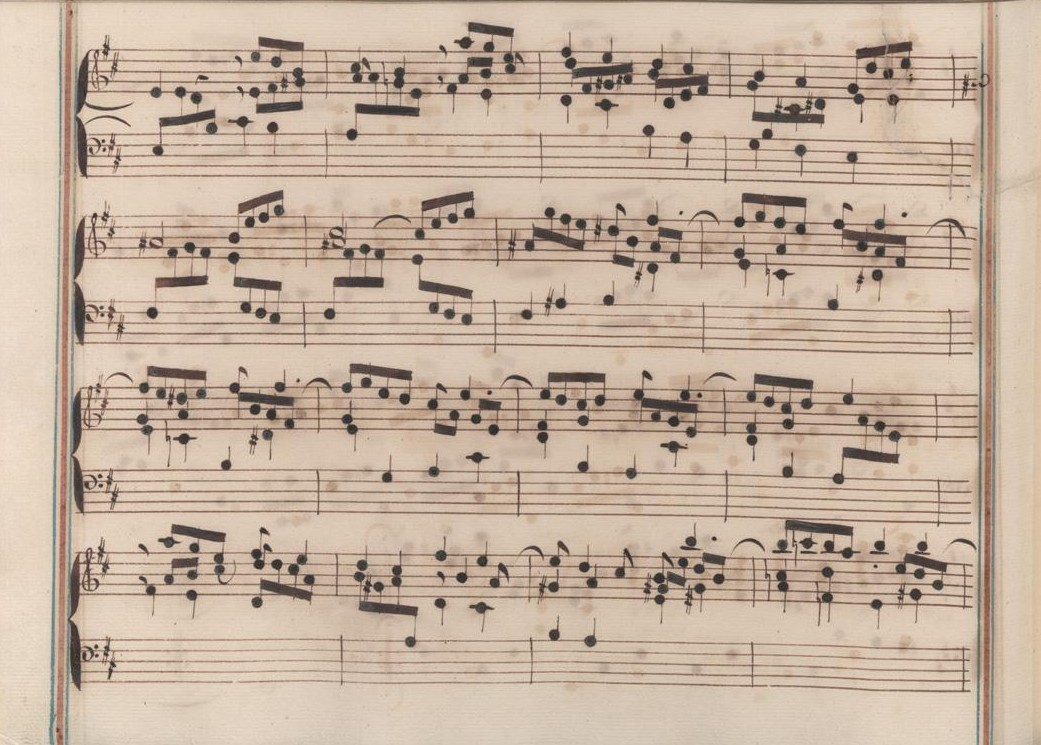
Venise VII 18 (début de la seconde section).
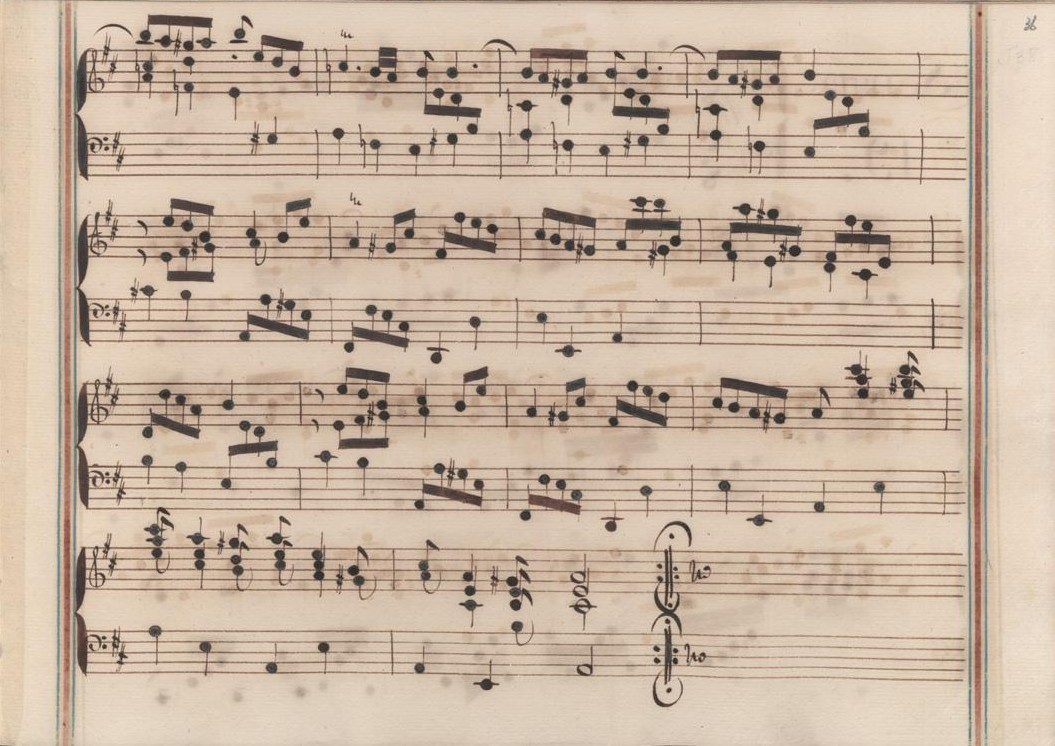
Venise VII 18 (fin de la sonate).

## Interprètes
La sonate K. 343 est défendue au piano, notamment par Carlo Grante (2012, Music & Arts, vol. 3), Lucas Debargue (2019, Sony) et Pascal Pascaleff (2020, Naxos, vol. 25) ; au clavecin, elle est jouée par Scott Ross (1985, Erato), Richard Lester (2003, Nimbus, vol. 3) et Pieter-Jan Belder (Brilliant Classics, vol. 8).

## Sources
: document utilisé comme source pour la rédaction de cet article.
- Ralph Kirkpatrick (trad. de l'anglais par Dennis Collins), Domenico Scarlatti, Paris, Lattès, coll. « Musique et Musiciens », 1982 (1re éd. 1953 (en)), 493 p. (ISBN 978-2-7096-0118-4, OCLC 954954205, BNF 34689181).
- (it) Giorgio Pestelli, Le sonate di Domenico Scarlatti : proposta di un ordinamento chronologica, Turin, Giappichelli, coll. « Archeologia e storia dell'arte » (no 2), 1967, iv-294 (OCLC 313316263, BNF 43197837)
- Alain de Chambure, « Domenico Scarlatti, Intégrale des sonates — Scott Ross », Erato/Éditions Costallat (2564-62092-2 (livret : 2292-45309-2)), 1985 (OCLC 891183737) .
- (en) Carlo Grante, « Domenico Scarlatti, intégrale des sonates pour clavier (vol. 4) », Music & Arts (CD-1293), 2016 (OCLC 1020680576) .